# Walter Brendel (Mediziner)
Walter Brendel (* 6. November 1922 in Karlsruhe; † 29. August 1989 in München) war ein deutscher Chirurg und Professor für Experimentelle Chirurgie. Er war der Gründer des Instituts für Chirurgische Forschung im Klinikum Großhadern der Ludwig-Maximilians-Universität München.

## Leben und Wirken
Walter Brendel war der Sohn von Elisabeth Brendel, geborene Sigwart, und Wilhelm Brendel, dem Direktor einer Handelsgesellschaft. Er studierte Medizin in Heidelberg, wo er 1948 promoviert wurde. Danach war er ab 1950 Assistent und später Oberassistent am W.-G. Kerckhoff-Institut der Max-Planck-Gesellschaft in Bad Nauheim, wo er über Kreislauf und Regulation der Körpertemperatur forschte und bis 1961 blieb. 1959 habilitierte er sich in Gießen, wo er seine Lehrtätigkeit begann. Ab 1961 war er Leiter der Experimentellen Chirurgie an der Chirurgischen Universitätsklinik München, deren Gründung von Rudolf Zenker angeregt worden war. 1965 wurde er außerplanmäßiger Professor, 1967 außerordentlicher und 1969 ordentlicher Professor für Experimentelle Chirurgie (dem ersten solchen Lehrstuhl in Deutschland). Ab 1969 stand er einem eigenen Institut für Chirurgische Forschung vor, das ab 1979 ein eigenes Gebäude im Klinikum Großhadern in der Marchioninstraße hatte. Brendel leitete das Institut bis Anfang 1989.
Brendel entwickelte mit Pichlmayr (und auf Anregung von Zenker) ein Antilymphozytenserum (ALS, Münchner Serum), das durch Verminderung von Abstoßungsreaktionen einen wesentlichen Fortschritt  bei Organtransplantationen darstellte. Er war mit Hans Georg Borst im Dezember 1967 eine Woche bei Christiaan Barnard in Kapstadt, um sich über die erste Herztransplantation zu informieren. Das ALS konnte dort schon bei der zweiten Herztransplantation an Philip Blaiberg eingesetzt werden. Es kam auch bei der ersten deutschen Herztransplantation 1969 unter Rudolf Zenker zum Einsatz.
An seinem Institut wurde auch an der Pathophysiologie von Hirnödemen nach Schädel-Hirn-Trauma, der Extrakorporalen Stoßwellenlithotripsie (die an seinem Institut unter Christian Chaussy in Zusammenarbeit mit Dornier entwickelt wurde), das heißt der Zertrümmerung von Nierensteinen mit Stoßwellen,  und an der Übertragung von Organen zwischen verschiedenen Arten geforscht.
Ab 1969 gab er die Zeitschrift European Surgical Research heraus. 1983 erhielt er das Bundesverdienstkreuz erster Klasse. Er wurde 1971 Ehrendoktor der Universität Sao Paulo. Sein Institut erhielt unter anderem den hochdotierten Förderpreis für die Europäische Wissenschaft.
Er war Mitgründer und 1984 bis 1986 Vorsitzender der Gesellschaft für biomedizinische Forschung. 1969 bis 1981 war er Sprecher des Sonderforschungsbereichs 37 (Transplantationsforschung). Ab 1967 war er Präsident der Europäischen Gesellschaft für experimentelle Chirurgie.
Brendel war in seiner Jugend Pfadfinder, war passionierter Bergsteiger und Skifahrer und fuhr Exkursionen mit dem Faltboot. 1955 war er Teilnehmer einer deutsch-österreichischen Himalaya-Expedition. 1976 bis 1980 war er Vorsitzender der Arbeitsgemeinschaft für Vergleichende Hochgebirgsforschung.
Im Jahr 1952 hatte er Jutta Weyl geheiratet, mit der er zwei Töchter (Claudia und Juliane) hatte. Er lebte während seiner Tätigkeit in München in Planegg. Er war Rotarier.
Er war Mitglied verschiedener internationaler Gesellschaften und publizierte über 300 Fachveröffentlichungen.
Zu seinen Schülern gehören Walter Land und Rudolf Pichlmayr. Land gründete 1993 das Walter-Brendel-Kolleg für Transplantationsmedizin in Wildbad Kreuth zur Ausbildung in Organtransplantation. Die Deutsche Gesellschaft für Allgemein- und Viszeralchirurgie vergibt für herausragende Dissertationen den Walter-Brendel-Preis.

## Veröffentlichungen (Auswahl)
- Tierexperiment und chirurgische Diagnostik. In: Christa Habrich, Frank Marguth, Jörn Henning Wolf (Hrsg.) unter Mitarbeit von Renate Wittern: Medizinische Diagnostik in Geschichte und Gegenwart. Festschrift für Heinz Goerke zum sechzigsten Geburtstag. München 1978 (= Neue Münchner Beiträge zur Geschichte der Medizin und Naturwissenschaften: Medizinhistorische Reihe. Band 7/8), ISBN 3-87239-046-5, S. 357–366.